# Cratere Agrippa
Agrippa è un cratere lunare intitolato all'astronomo greco del I secolo Agrippa; è situato all'estremo sudorientale del Mare Vaporum, a nord del cratere Godin, e poco più ad ovest del cratere Tempel.
Il suo perimetro ricorda la forma di uno scudo, più aguzzo nella parte settentrionale, ma arrotondato in quella meridionale; il letto è irregolare e presenta un rilievo nella parte centrale. Dal cratere si dipanano una serie di raggi che possono raggiungere la distanza di 270 km dal centro di Agrippa.

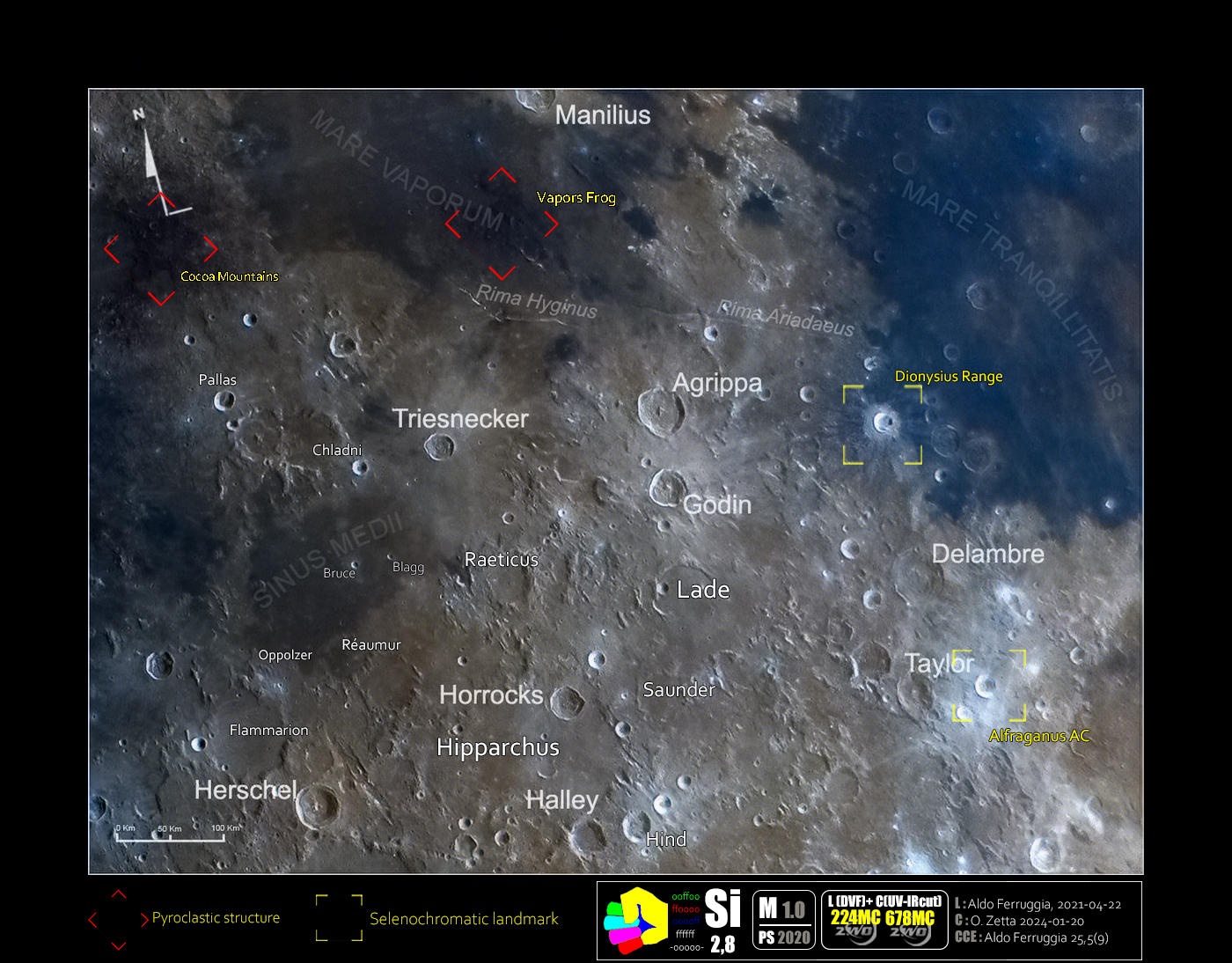
La zona del cratere Agrippa con mineral postprocessing

Poco più a nord-nordest è presente la faglia nota come Rima Ariadaeus, che si dirige verso est-sudest gettandosi nella parte occidentale del Mare della Tranquillità.

## Crateri correlati
Alcuni crateri minori situati in prossimità di Agrippa sono convenzionalmente identificati, sulle mappe lunari, attraverso una lettera associata al nome.
| Agrippa | Coordinate           | Diametro (in km) |
| ------- | -------------------- | ---------------- |
| B       | 6°12′00″N 9°27′36″E  | 4,01             |
| D       | 3°46′12″N 6°43′12″E  | 21,36            |
| E       | 5°09′36″N 8°26′24″E  | 5                |
| F       | 4°18′00″N 11°22′12″E | 5,35             |
| G       | 3°54′36″N 6°09′36″E  | 13,24            |
| H       | 4°45′N 10°42′E       | 4,86             |
| S       | 5°16′48″N 8°53′24″E  | 31,71            |